# Fort piechoty

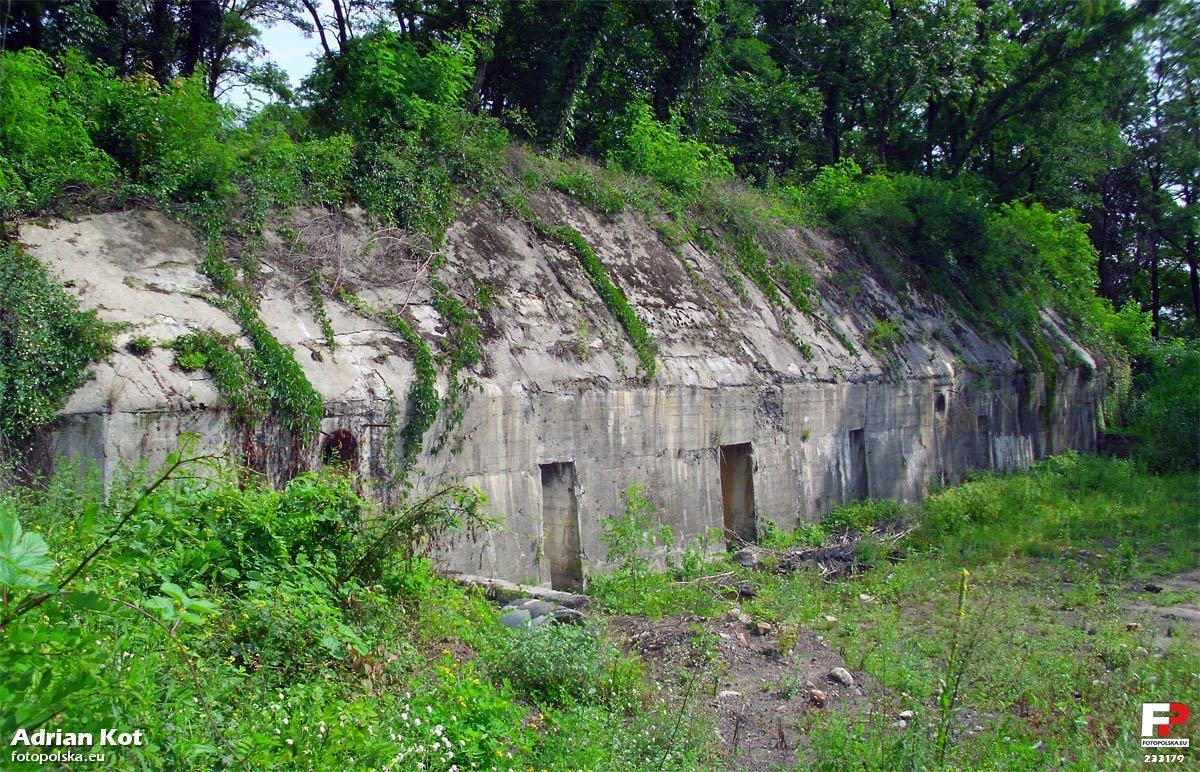
Fort piechoty we Wrocławiu

Fort piechoty – dzieło fortyfikacyjne zdolne do samodzielnej obrony bliskiej. Uzbrojeniem fortu piechoty były szybkostrzelne działa przeciwszturmowe umieszczane w wieżach pancernych, karabiny maszynowe i miotacze ognia w kaponierach oraz broń ręczna piechoty. Fort piechoty nie posiadał artylerii dalekonośnej, czym różnił się od fortu pancernego czy uniwersalnego. Całość dzieła otoczona była wałem z galeriami strzeleckimi, poprzedzonym fosą o trójkątnym przekroju. W centrum dzieła znajdował się budynek koszarowo-bojowy z zamontowanymi na jego skrzydłach wieżami pancernymi armat szybkostrzelnych. Forty piechoty budowano często w międzypolach fortów głównych jako dodatkowe zabezpieczenie pierścienia obronnego twierdzy fortowej.